# Carlsberg-siloen
Carlsberg-siloen som den bliver kaldt i folkemunde, er en bebeoelsesejendom beliggende på Rahbeks Allé i København. Den blev oprindeligt bygget af Kongens Bryghus i 1956-57 og er med sine 70 meters højde et markant indslag på Vesterbro. Tyge Hvass var arkitekt for siloen, og Christen Ostenfeld & Wriborg W. Jønson var ingeniører. Oprindeligt var der et lysende logo for "KB" på siloen, senere afløst af "Carlsberg" og til sidst fjernet.
Den blev oprindeligt bygget til opbevaring af malt, men var kun i brug i 13 år indtil Carlsberg, Tuborg og Kongens Bryghus blev fusioneret i De forenede Bryggerier. Siloen stod herefter tom i mange år indtil den blev bygget om til lejligheder i 1994-97 ved Vilhelm Lauritzens Tegnestue. Søtoftegård stod for entreprisen.
Siloen rummer i alt 35 andelslejligheder på 105-228 m². På 4.-18. sal er der to lejligheder pr. etage, mens der på de tre øverste etager er en lejlighed pr. etage.

## Ekstern henvisning
55°40′9.8″N 12°32′13.2″Ø / 55.669389°N 12.537000°Ø